# Grylloblatta washoa
Grylloblatta washoa är en insektsart som beskrevs av Gurney 1961. Grylloblatta washoa ingår i släktet Grylloblatta och familjen Grylloblattidae. Inga underarter finns listade i Catalogue of Life.